# Радешти (Васлуј)
Радешти (рум. Rădești) насеље је у Румунији у округу Васлуј у општини Костешти. Oпштина се налази на надморској висини од 234 m.

## Становништво
Према подацима из 2002. године у насељу је живело 177 становника, од којих су сви румунске националности.